# Sarcocornia fruticosa
Sarcocornia fruticosa là loài thực vật có hoa thuộc họ Dền. Loài này được (L.) A.J.Scott miêu tả khoa học đầu tiên năm 1977.